# Anastas Byku

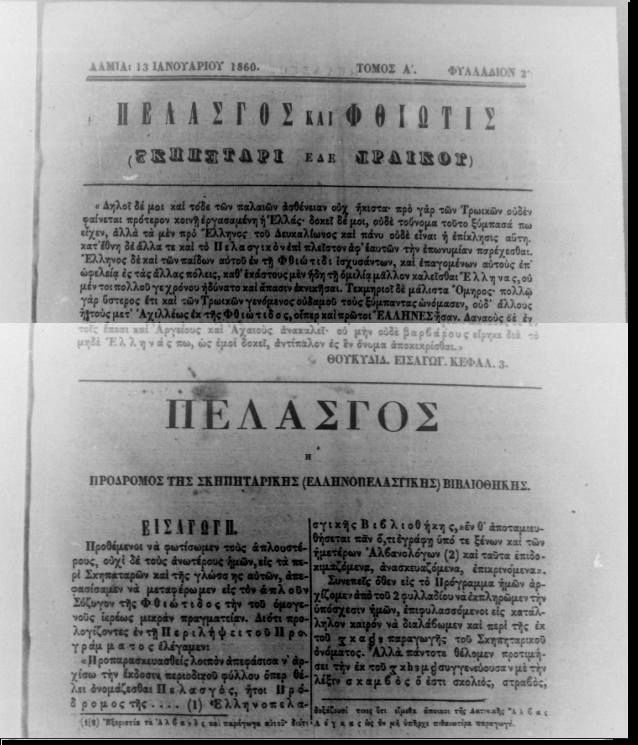
Zweite Seite der 1860 in Lamia erschienenen Zeitung Pelasgos

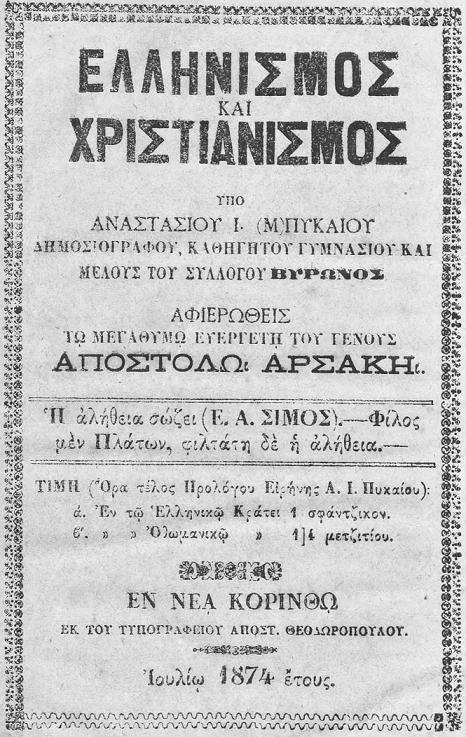
Frontseite einer Ausgabe von 1874 des Artikels „Griechentum und Christentum“, erschienen in Korinth

Anastas Byku (auch Anastas Biku; griechische Namensform: Anastasios (M)Pykaios; geboren 1828; gestorben 1878) war ein albanischer Lehrer, Publizist und Journalist.
Anastas Byku stammte aus dem Dorf Lekël bei Tepelena. Die Familie Byku stand in verschiedenen Diensten der Hohen Pforte. Anastas besuchte das Gymnasium von Ioannina. Nach seinem Abschluss arbeitete er zwölf Jahre lang als Griechischlehrer an verschiedenen Orten im Osmanischen Reich.
Ab dem 1. Januar 1860 veröffentlichte er in Lamia die Zeitung Pelasgos, welche griechisch- und albanischsprachige Beiträge beinhaltete, der albanischen Frage gewidmet war und das Schwesterblatt der von Byku redigierten griechischen Zeitung Phthiōtis (benannt nach der gleichnamigen Landschaft) war. Damit war Pelasgos eine der ersten albanischen Zeitschriften überhaupt. Eigentümer der Zeitung soll Vangjel Zhapa, der aus einem Nachbardorf von Lekël stammte, gewesen sein. Auch Thimi Mitko soll mitgewirkt haben. Später sollte ihr Name in Pelasgiōtida mit dem Untertitel „Der Albaner und der Grieche“ geändert werden. Die Zeitung war der Theorie verpflichtet, wonach Albaner und Griechen die gleiche pelasgische Abstammung hätten und sie deswegen zusammengehen müssten.
Byku versuchte außerdem, Vangjel Zhapa für seine Pläne zu gewinnen, ein albanisches Bildungswesen in Anlehnung an das griechische aufzubauen. Doch Zhapas uneingeschränkte Unterstützung wurde ihm nicht zuteil.
Am 1. Januar 1861 publizierte Byku eine 16 Seiten lange albanische Fibel in griechischer Schrift, in der er auch der Fibel Naum Veqilharxhis gedenkt. Zhapa organisierte den Druck durch eine Athener Zeitung und die Verbreitung der Fibel mittels einflussreicher Persönlichkeiten. Das in der Fibel vorgestellte Alphabet wurde wenig später in zwei albanischen Gymnasialklassen in Labova e Madhe bei Gjirokastra genutzt.
Im März 1861 wurde die Herausgabe aller Zeitungen von Byku eingestellt. Vermutlich hatte er zu dieser Zeit Lamia verlassen.
Am 25. September 1862 veröffentlichte Byku eine griechische Broschüre mit dem Titel Pelasgikon prooimion, die im selben Jahr in Istanbul auf Kosten Zhapas gedruckt wurde. Laut Byku richtete sich das Werk gegen den Panslawismus.
Es scheint, dass Byku anschließend seine Aufbaupläne für ein albanisches Schulwesen wegen fehlender finanzieller Unterstützung nicht weiter verfolgte und stattdessen wieder als Griechischlehrer tätig war.
1873 erschien in einer griechischen Zeitung ein Artikel über „Griechentum“ und Christentum, der im folgenden Jahr als Broschüre publiziert wurde. Darin stellte sich Byku gegen die zeitgenössische Idee der Megali Idea griechischer Nationalisten.
Im Frühsommer 1877 suchte die British and Foreign Bible Society in Griechenland nach Mitarbeitern für eine albanische Bibelübersetzung. Sie stand offenbar in Konsultation mit einem gewissen Herrn Pykaios aus Korinth und zeigte sich unzufrieden über dessen Vorstellungen von der Orthographie. Dass es sich um Anastas Byku handelte, ist wahrscheinlich.
Am 6. August 1878 erschien in Athen eine acht Seiten lange Zeitungsausgabe mit dem Titel Pelasgos o Prometheus und dem Untertitel „an die Häupter der panhellenistischen Politik“. Darin konnte man eine Zusammenfassung seiner bisherigen Tätigkeiten und eine Begründung des Widerstandes der Albaner gegen die Gebietsforderungen der Nachbarn lesen (siehe hierzu den Artikel Liga von Prizren). Letztere war insbesondere an das griechische Lesepublikum gerichtet.
Anastas Byku scheint 1878 gestorben zu sein.

## Werke
- Pelasgos. Lamia 1860–1861
- Phthiōtis. Lamia ?–1861
- Fibel mit unbekanntem Titel, Athen 1861
- Pelasgikon prooimion. Istanbul 1862
- Ellinismos kai Christianismos. Korinth 1873
- Pelasgos o Prometheus. Athen 1878

## Ehrungen
In den 2010er Jahren verlieh ihm der Rat des Qark Gjirokastra in Albanien posthum den Titel „Patriot i Shquar“ (Hervorragender Patriot). In Tirana ist eine Straße nach ihm benannt.